# 브로드캐스트 뉴스
《브로드캐스트 뉴스》(Broadcast News)는 미국에서 제작된 제임스 L. 브룩스 감독의 1987년 드라마 영화이다. 윌리엄 허트 등이 주연으로 출연하였고 제임스 L. 브룩스 등이 제작에 참여하였다.
2018년, 이 영화는 문화적으로, 역사적으로, 미적으로 중요성이 있다는 이유로 미국 의회도서관에 의해 미국 미국 국립영화등기부의 보존 영화로 선정되었다.

## 출연

### 주연
- 윌리엄 허트
- 앨버트 브룩스
- 홀리 헌터

### 조연
- 로버트 프로스키
- 로이스 차일스
- 조안 쿠삭
- 피터 핵키스
- 크리스찬 클레멘슨
- 잭 니콜슨
- 로버트 카팀스
- 에드 휠러
- 스티븐 멘딜로

## 기타
- 미술: 찰스 로즌
- 의상: 몰리 맥기니스